# 石疣藻属
石疣藻属（学名：Choreonema）为珊瑚藻科的一个属。

## 下级分类
本属包括以下物种：
- Choreonema notarisii (Dufour) Foslie
- Choreonema thuretii (Bornet) F.Schmitz